# توقف تنفس
توقف تنفس یا آپنه (به انگلیسی: apnea) به معنی قطع موقت تنفس به هر علت می‌باشد. در هنگام آپنه عضلات تنفسی هیچ‌گونه حرکتی ندارند و حجم ریه ثابت است. در آپنه تبادل گازها در داخل ریه و تنفس سلولی آسیبی ندیده‌اند.
از علل آپنه مسمومیت با داروهایی مانند تریپتامین و تریاک، ترومای مغزی، انسداد راه‌های هوایی، آپنه هنگام خواب و… می‌باشد. اگر آپنه بیش از پنج دقیقه طول بکشد موجب مرگ مغزی یا آسیب های جدی (و احتمالاً پایدار) مغزی می‌شود لذا صرف‌نظر از علت آن باید آپنه به سرعت با تنفس دهان به دهان یا انتوباسیون (لوله گذاری داخل نای) درمان شود.

## آپنه خواب
آپنه خواب عبارتست از وقفه تنفس بیش از ۱۰ ثانیه ضمن خواب، سه نوع آپنه تقسیم‌بندی شده‌است. آپنه می‌تواند انسدادی باشد یعنی در اثر انسداد در راه‌های هوایی فوقانی به وجود آید، می‌تواند مرکزی بوده یعنی به علت مشکلات مغزی ایجاد شود و همچنین می‌تواند مختلط باشد. شیوع‌ آپنه در کل جمعیت حدود ۵٪ است. علت اصلی آپنه انسدادی این است که بافت‌های اطراف گلو درضمن خواب شل شده و روی هم می‌افتند و باعث انسداد می‌شوند. در افرادی که این مشکل را دارند این انسداد در فشار متفاوتی نسبت به افراد نرمال اتفاق می‌افتد. یعنی سریعتر دچار انسداد می‌گردند. آپنه انسدادی بیشتر در افراد چاق و میانسال دیده می‌شود ولی در هر سنی می‌توان این مشکل را دید. همچنین در بچه‌هایی که لوزه بزرگ دارند نیز آپنه انسدادی زیاد دیده می‌شود. آپنه مرکزی بیشتر درافراد مسن و در بیماران قلبی و همچنین بیماران ناشی از سکته مغزی دیده می‌شود.
علائم این اختلال شامل خرناس کشیدن غیرطبیعی یا پر سرو صدا، خواب آلودگی در طول روز، تحریک‌پذیری و افسردگی است.